# Claus Vogler
Claus Vogler (* 25. Januar 1943) ist ein ehemaliger deutscher Fußballspieler. Beim Hamburger SV absolvierte er in der Fußball-Bundesliga in der Saison 1963/64 vier Ligaspiele und erzielte ein Tor.

## Karriere
Vogler spielte in der Jugend des Hamburger SV und nahm unter dem damaligen DFB-Trainer Helmut Schön im Jahr 1961 am UEFA-Juniorenturnier in Portugal teil. Beim 2:1-Erfolg am 8. April in Lissabon im Spiel um den dritten Platz gegen Spanien spielte er im deutschen Angriff neben Wolfgang Overath, Rainer Waberski, Gerhard Elfert und Horst Wild. In der ersten Saison der neu eingeführten eingleisigen Bundesliga, 1963/64, gab er sein Debüt im Profiteam. Unter Trainer Martin Wilke kam er am 25. Spieltag, den 21. März 1964, beim Spiel gegen den Meidericher SV im damaligen WM-System als Halblinks zum Einsatz. Horst Gecks hatte die „Zebras“ mit drei Treffern in Führung gebracht und Vogler gelang umgehend der Treffer zum 1:3. In der 89. Minute glückte Linksaußen Gert Dörfel der Ausgleich zum 3:3-Endstand. Im April 1964 kam das Spielmachertalent auch in den zwei Pokalspielen gegen die SpVgg Fürth zum Einsatz. Das Heimspiel endete 1:1 n. V., im Rückspiel setzte sich die „Kleeblatt-Elf“ 2:1 nach Verlängerung durch. Vogler war jeweils als Halbstürmer an der Seite von Nationalmittelstürmer Uwe Seeler aufgelaufen. Er absolvierte drei weitere Bundesligaspiele, konnte sich dann aber nicht weiter durchsetzten und kam noch im Amateurteam zum Einsatz. Nach Streitigkeiten mit Trainer Georg Gawliczek wechselte er im November 1966 zum SC Concordia Hamburg.
Unter seinem ehemaligen HSV-Trainer Martin Wilke debütierte Vogler am 14. August 1966 beim 1:1-Heimremis gegen Göttingen 05 in der Ligaelf der Rot-Schwarzen vom Stadion Marienthal. Er entwickelte sich zum Spielmacher mit Torjägerqualitäten und erzielte in 29 Spielen 15 Tore für „Cordi.“ Das Team aus Wandsbek belegte mit Mitspielern wie Edgar Puchmüller, Heiner Castorff, dem späteren Regionalliga-Nord Rekordspieler (312-62) Horst Engel und Werner Bayerl den sechsten Rang. Für den SC Concordia Hamburg kam er zwischen 1966 und 1970 und in der Saison 1973/74 zu 110 Einsätzen in der damals zweitklassigen Fußball-Regionalliga Nord, in denen er 31 Tore schoss. Nach dem Abstieg 1969/70 spielte er weiterhin für „Cordi“ und erreichte nach der Vizemeisterschaft 1973/73 in der Landesliga Hamburg – das Entscheidungsspiel wurde gegen den punktgleichen VfL Pinneberg am 6. Mai 1973 mit 0:2 verloren – zur letzten Saison der alten zweitklassigen Regionalliga Nord die Rückkehr in die Zweitklassigkeit. In der Aufstiegsrunde hatte Vogler sich mit seiner Mannschaft gegen Union Salzgitter, Flensburger SV und den VfB Peine durchgesetzt. Er lief nochmals in der Regionalliga in den drei Spielen gegen Göttingen 05, Barmbek-Uhlenhorst und Olympia Wilhelmshaven auf und beendete danach seine fußballerische Laufbahn.

## Privates
Vogler war Besitzer der Barkasse „MS Waltraud“.